# 張心傑
張心傑（1987年7月6日—），台灣原住民泰雅族人，族名馬可‧尤幹，生於臺中縣（今臺中市）梨山，長於桃園縣復興鄉（今桃園市復興區）拉拉山。歌手，以雄渾沙啞的音色著稱，曾獲得中廣《流行之星》總冠軍、第四屆《超級星光大道》亞軍、《拉芳星光大會》亞軍等多個歌唱比賽獎項，知名的音樂作品有《彩虹》、《最愛不是我》、《愛了就沉淪》與《繼續奔跑》等歌曲。

## 演藝生涯

### 友善的狗時期
2002年，張心傑還是桃園縣介壽國中的學生，也是校內合唱團一員。學姊見他愛唱歌，為他報名中廣《流行之星》歌唱大賽，張心傑以14歲之齡奪得當屆總冠軍，加入友善的狗音樂公司。演唱過多首電視劇單曲，各自收錄於原聲帶發行，其中以《彩虹》一曲最為知名。
《彩虹》是電視劇《名揚四海》片頭曲，作曲者為動力火車成員尤秋興，尤秋興亦參與《名揚四海》演出，當時因故無法親自演唱，讓張心傑獲得了演唱機會，《名揚四海》原聲帶收錄的就是張心傑演唱版本。動力火車後來也重新翻唱《彩虹》，收錄於《就是紅光輝全紀錄》專輯中，因此專輯文案以「完璧歸趙」形容這首歌的來歷。
張心傑的發片夢不如當初想像中順遂，雖有單曲及MV作品，但遲遲未能發行個人專輯。與友善的狗五年約滿後，張心傑選擇先完成兵役義務，服役於海軍軍樂隊，隨著敦睦艦隊遊歷馬來西亞、新加坡、所羅門群島、馬紹爾群島等地。

### 金星娛樂／百代音樂時期
服役期間，適逢中視《超級星光大道》節目暴紅，張心傑萌生重新出發的念頭，退伍後報名參加《超級星光大道》，為第三屆踢館者及第四屆亞軍，賽後成為製作單位金星娛樂旗下藝人。
在經紀公司規劃下，張心傑陸續發表多首單曲，曲風以陽光勵志為主，並搭配飲料廣告、競賽活動或電視劇進行宣傳；另一方面，也配合公司新節目，再次投入歌唱比賽。2010年參加東南衛視《拉芳星光大會》節目，榮獲亞軍；同時期亦參加中視《星光傳奇賽》節目，獲得第四名佳績。
《星光傳奇賽》結束後，張心傑開始籌備個人專輯，唱片約歸屬百代音樂。2011年3月發行首張專輯《打開心傑》，相距2002年比賽出道，已睽違九年，終於圓夢。

### 樂團與駐唱
張心傑就讀啟英高中時，擔任校內「飛鼠樂團」鼓手，並開始在外駐唱。參加《超級星光大道》比賽前，長期以「火星樂團」男主唱身分從事駐唱及商演活動。為維持生活，除了駐唱之外也曾身兼洗車、夜市擺攤等工作。
長年的駐唱生活雖然磨練出張心傑穩健的台風與唱功，但也對嗓子造成不小負擔。加入金星娛樂後，經紀公司原希望他辭去駐唱工作，張心傑有感於演藝圈通告及收入不穩定，每週仍於桃園駐唱，直到籌備《打開心傑》專輯才暫停。專輯宣傳期結束後，遷至台北駐唱。

### 源星娛樂時期
2014年7月起，張心傑赴中國大陸參與浙江衛視節目《中國好聲音》第三季，導師盲選階段獲得汪峰、齊秦以及楊坤三位導師「I WANT YOU」轉身，之後選擇加入汪峰隊伍，止步於汪峰組前八強。2021年8月以自己族語名字馬可發行第二張專輯《芭樂的分手》。

## 家庭
張心傑從小父母離異，由祖母和父兄照顧長大，一度跟著擔任警察的父親住在警察宿舍，父親出勤時由其他同仁照顧。國中時，二哥張心得不幸車禍去世，張心傑曾在比賽時選唱《前輩子的債》、《到底有誰能夠告訴我》等歌曲紀念他。

## 演藝作品

### 專輯
| 發行日期      | 專輯名稱       | 發行公司 | 製作公司           | 曲目 |
| ------------- | -------------- | -------- | ------------------ | --- |
| 2011年3月3日  | 《打開心傑》   | 百代音樂 | 百代音樂、大立音樂 | 1. 彩虹2011 2. 愛了就沉淪 3. 人形立牌 4. 最愛不是我 5. 出發 6. 寂寞便利店 7. 嘲笑 8. 風還在吹 9. 分手那一個晚上 10. 繼續奔跑 11. 曙光 12. 彩虹2003 |
| 2021年8月10日 | 《芭樂的分手》 |          | 大未來音樂有限公司 | 1. 醜態 2. 全世界都在笑我 3. 沸騰的眼淚 4. 儘管飛 5. 總有一天你會懂 6. 街頭 7. 走在一個人的夜 8. 有沒有藥都無可救                                  |

### 單曲
| 年度   | 歌名               | 備註 |
| ------ | ------------------ | --- |
| 2003年 | 《彩虹》           | - 電視劇《名揚四海》片頭曲 |
| 2004年 | 《難道你不懂》     | - 電視劇《靚女郎》片尾曲 |
| 2005年 | 《等待》           | - 電視劇《101次求婚》中文版片尾曲 |
| 2006年 | 《我們》           | - 電視劇《Q狼特勤組》片尾曲 |
| 2008年 | 《守著陽光守著你》 | - 電視劇《光陰的故事》插曲，原唱李建復 - 星光四班前14強合唱：方宥心、張心傑、林鴻鳴、康禎庭、梁一貞、孫碧娜、吳德宏、張涵雅、陳樂軒、吳勇濱、洪千涵、夏政峰、許雨柔、何書宇 |
| 2009年 | 《緊緊握住手》     | - 改編為黑松沙士廣告主題曲 - 電視劇《飯糰之家》插曲 |
| 2010年 | 《曙光》           | - 台灣電競聯盟電競三年主題曲 - 電視劇《飯糰之家》插曲 |
| 2010年 | 《繼續奔跑》       | - 玉山盃全國青棒錦標賽主題曲 - 台灣電競聯盟電競四年主題曲 - 第一屆IBAF世界少棒錦標賽主題曲                                                                                  |
| 2011年 | 《她是》           | - 電視劇《正義武館》主題曲 |
| 2011年 | 《離愛情有點近》   | - 與天天合唱 |
| 2018年 | 《守護》           | - 2018青年日報《中華民國國軍》形象主題曲 |
| 2020年 | 《挑戰中的痛快》   | - 中華民國超級馬拉松運動協會《棲蘭100》主題曲 |

### 電視劇
| 年度   | 播出頻道   | 劇名               | 飾演               | 合作演員                                                               |
| ------ | ---------- | ------------------ | ------------------ | ---------------------------------------------------------------------- |
| 2011年 | 公視       | 《回聲》           | 吳志豐（少年時期） | 林柏宏、呂毓凌、孫鵬、陳孝萱、吳勇濱、根誌優、朱德剛、羅北安、狄志杰等 |
| 2013年 | 公視       | 《大雄的音樂教室》 | 阿青               | 莊凱勛、夏宇童、郎祖筠、林慶台、藍愛子、沈晏寧等                       |
| 2013年 | 中天綜合台 | 《PMAM》           | David哥（客串）    | 張景嵐、方志友、陳艾琳、大根等                                         |

### 音樂劇
| 年度   | 合作劇團       | 劇名                | 飾演 | 合作演員 |
| ------ | -------------- | ------------------- | ---- | --- |
| 2009年 | 台北愛樂劇工廠 | 《吉娃斯─迷走山林》 | 哈勇 | 羅美玲、舞思愛、盧學叡、盧添貴、林姿吟、蔡景馨、買黛兒‧丹希羅倫、羅香菱、杜希斯、鄭雅文、林慰信、陳哲賢、王昭華、江濤、林煜軒、孫文凱等 |

## 入圍／獲獎紀錄
- 2002年：中廣《流行之星》總冠軍。
- 2009年：中視第四屆《超級星光大道》亞軍。
- 2010年：東南衛視《拉芳星光大會》亞軍。
- 2010年：中視《超級星光大道 星光傳奇賽》第四名。
- 2011年：入圍第十七屆新加坡金曲獎最受歡迎新人獎。[17]
- 2012年：山東衛視《歌聲傳奇》刀郎專場冠軍。
- 2014年：中視《超級歌喉讚》六度衛冕關主。
- 2014年：浙江衛視《中國好聲音》第三季汪峰組八強。
- 2015年：《DailyView 網路溫度計》超級星光大道畢業生人氣總排名第七名。

## 演藝活動

### 電視節目
- 2008年：
  - 中視《超級星光大道》第三屆（2008-06-27 一對一踢館賽Part3、2008-08-22 畢業典禮）
  - 中視《超級星光大道》第四屆
  - 中天娛樂台《超級大頭目》（2008-08-07）
  - 中天綜合台《康熙來了》（2008-10-02 星光四班最緊張的一堂課(上)、2008-10-03 星光四班最緊張的一堂課(下)）
- 2009年：
  - 中視《超級星光大道》第四屆
  - 中視《超級星光大道》第五屆（2009-04-03 百人初選(上)、2009-06-19 分組對抗賽、2009-07-24 學長姐合唱賽、2009-10-02 歌中劇表演賽）
  - 中視《牛轉乾坤旺旺來》（2009-01-25）
  - 中天綜合台《康熙來了》（2009-02-17 星光最難比的一場比賽(上)、2009-02-18 星光最難比的一場比賽(下)、2009-04-03 陪你度過低潮的星光好聲音、2009-07-24 年紀真是藝人的秘密Part2、2009-10-28 老歌新唱風華再現）
  - 中天娛樂台《超級大頭目》（2009-02-23）
  - 中視《我猜我猜我猜猜猜》（2009-02-28）
  - 中天綜合台《大學生了沒》（2009-03-04 大學生改造星光六強、2009-06-05 他也是大學生）
  - 八大綜合台《娛樂百分百》（2009-03-18 星光四班會外賽）
  - 中視《挑戰101》（2009-03-20、2009-03-27）
  - 民視《我的第一次》（2009-04-19、2009-12-06、2009-12-27）
  - 中天娛樂台《頂尖對決》（2009-05-05）
  - 中視《週日大精采》（2009-05-17、2009-05-24）
  - 公視《音樂萬萬歲》（2009-08-23 江湖黑幫輓歌）
  - 原民台《8點打給我》（2009-10-05 原住民音樂劇 Ciwas迷走山林）
  - 東風衛視《王牌大明星》（2009-10-19 獻聲山林的天籟美音）
  - 中視《唱旺閃亮歲月》（2009-10-23、2009-10-30）
- 2010年：
  - 東南衛視《拉芳星光大會》
  - 中視《超級星光大道：星光傳奇賽》
  - 中視《超級星光大道》第六屆（2010-02-26 學長姐合作賽、2010-03-19 歌中劇挑戰賽、2010-04-23 終極魔王踢館）
  - 中視《超級星光大道》第七屆（2010-12-26 星光冠亞軍老歌新唱熱力歌舞秀）
  - 中天娛樂台《創作天團SuperBand》（2010-01-17 藝人合唱賽）
  - 中視《龍騰虎躍旺星光》（2010-02-14）
  - Channel V《美少女時代》（2010-03-03 美少女心情點播）
  - 公視《音樂萬萬歲》（2010-05-30 男人失戀情歌）
  - 三立都會台《完全娛樂》（2010-06-05）
  - 中天娛樂台《藝能大賞》（2010-06-22 我靠這個才藝發大財）
  - Channel V《我愛黑澀棒棒堂》（2010-06-23 情歌也能這樣唱）
  - 東南衛視《娛樂樂翻天》（2010-06-29、2010-08-05）
  - 東南衛視《星光故事會》（2010-07-09）
  - 東南衛視《開心100》（2010-07-11）
  - 中天綜合台《康熙來了》（2010-08-16 星光高手齊聚演唱會）
  - 中天綜合台《大學生了沒》（2010-08-18 演唱會嘉賓大徵選）
- 2011年：
  - 八大綜合台《娛樂百分百》（2011-02-24、2011-03-18）
  - 中天綜合台《大學生了沒》（2011-02-24 減肥達人現身、2011-03-31 大學生的時光寶盒、2011-07-07 大學盃好認真歌唱大賽）
  - 交通台《娛樂星玩意》（2011-02-25）
  - 三立都會台《完全娛樂》（2011-03-04、2011-03-31）
  - 中天娛樂台《全民最大黨》（2011-03-04）
  - 中視《綜藝大哥大》（2011-03-05）
  - 華娛衛視《KKBOX音樂互聯》（2011-03-06）
  - Channel V《青春全員集合》（2011-03-07、2011-03-21）
  - 東森綜合台《熟女不滿族》（2011-03-09）
  - 中視《超級星光大道》星光神話（2011-03-13）
  - 緯來綜合台《天黑請閉眼》（2011-03-17）
  - 台視《金曲百老匯》（2011-03-18、2011-03-31、2011-04-20）
  - 中視《你猜你猜你猜猜猜》（2011-03-19、2011-04-23）
  - 中天綜合台《康熙來了》（2011-03-22 好歌喉二選一Ⅲ、2011-03-30 康熙熟女嫩男聯誼會、2011-04-19 療傷時你都會聽哪首情歌、2011-06-16 讓人傷心的音樂愛情故事）
  - 公視《音樂萬萬歲》（2011-03-27 好久不見最懷念的歌手）
  - 三立都會台《國光幫幫忙》（2011-03-31 原住民當兵就是這麼有趣的啦）
  - 中視《電競All Star》（2011-04-03）
  - 三立都會台《型男大主廚》（2011-04-06）
  - 三立都會台《王牌大賤諜》（2011-04-12 奇?!2011年網路紅人大集合）
  - 中視《陶子藝言堂》（2011-04-17 台灣原住民爆笑大集合）
  - 公視《台灣紅歌100年》（2011-04-24）
  - 東南衛視《歡樂合唱團》（2011-04-30）
  - 新傳媒8頻道《繽紛萬千在昇菘》（2011-04-30）
  - 東森新聞台《台灣啟示錄》（2011-05-01 我是原住民 驕傲喊出我的名）
  - 中天娛樂台《給你哈音樂》（2011-09-03）
  - 中視《華人星光大道》第一屆（2011-11-06 藝同飆唱 最終十強決定賽）
  - 北京電視台文藝頻道《蒙牛酸酸乳音樂風雲榜》（2011-12-25）
  - 四川電視台《親親美人娛》（2011-12-27）
- 2012年：
  - 成都電視台《星星向蓉》（2012-01-01、2012-04-29、2012-06-03）
  - 四川電視台《吃八方》（2012-01-09）
  - 中央電視台電影頻道《愛秀電影》（2012-01-19）
  - 仙居電視台《人間仙居首屆春節聯歡晚會》（2012-01-22）
  - 緯來綜合台《姊妹淘心話》（2012-02-17 最強星光 鳳飛飛金曲懷念、2012-04-02 哭慘了!別在傷口灑鹽 殘酷情歌開唱）
  - 中視《飛上彩虹 永遠的鳳飛飛》（2012-02-19）
  - 天津電視台文藝頻道《音樂HIGH客》（2012-02-24）
  - 中視《超級模王大道》（2012-03-25 史上最大規模 藝人合作賽(上)）
  - 原民台《Music到天亮》（2012-05-12）
  - 民視《天天有樂町》（2012-05-21 PUB群星會）
  - 四川電視台《娛樂18點》（2012-05-25）
  - 中央電視台戲曲頻道《梨園闖關我掛帥》（2012-06-08）
  - 山東衛視《歌聲傳奇》（2012-06-15、2012-08-31、2012-10-26、2012-12-21）
  - 山東電視台綜藝頻道《唱響山東》（2012-07-01、2012-07-08、2012-09-21）
  - 原民台《部落星舞台》（2012-07-08）
  - GOOD TV《心靈樂飛揚》（2012-07-28）
  - 超視《大小姐進化論》（2012-09-10 今夜最適合的療傷情歌）
  - 超視《女人好犀利》（2012-10-23 失戀就靠這一味 大哭一場又何妨）
  - 中天綜合台《大學生了沒》（2012-10-30 他們都是來自地獄的歌聲）
  - 華視《十點名人堂》（2012-11-07 超催淚!他們用生命在唱歌）
  - 台視《樂光寶盒》（2012-12-05 鐵漢柔情 真男人情歌）
  - 公視《那些年我們的歌》（2012-12-16 四季主題歌曲）
- 2013年：
  - 台視《樂光寶盒》（2013-01-21 青出於藍 經典翻唱歌曲）
  - 中天綜合台《康熙來了》（2013-01-29 他們唱得贏學長姐嗎、2013-02-21 康熙花美男圓夢共舞計畫、2013-08-16 他們是選秀常客你認得嗎?）
  - 三立都會台《國光幫幫忙》（2013-01-29 解散團體的重生之路、2013-04-15 國光歌喉戰 原住民很有種歌唱賽）
  - GOOD TV《心靈樂飛揚》（2013-02-02）
  - 中視《金蛇報喜旺星光》（2013-02-10）
  - 中視《超級歌喉讚》（2013-04-27、2013-05-11）
  - 八大綜合台《娛樂百分百》（2013-06-14 陶喆歌唱競賽）
  - 公視《那些年我們的歌》（2013-07-14 PUB最愛唱）
  - 三立都會台《綜藝大熱門》（2013-07-17 嗨翻啦!原住民豐年祭之夜、2013-09-12 民間冠軍PK歌唱冠軍歌手!誰更會唱?!）
  - 華視《我們的那首歌》（2013-08-10、2013-12-07）
  - 中視《萬秀豬王》（2013-08-31）
  - 中視《華人星光大道》第三屆（2013-09-15 選秀高手合作賽）
  - 三立台灣台《超級夜總會》（2013-10-12）
  - 原民台《16鄰聚會所》（2013-12-31）
- 2014年：
  - 中天綜合台《康熙來了》（2014-01-09 康熙十週年祝賀！神秘的一百位嘉賓誰會現身？(下)）
  - 中視《華人星光大道》第三屆（2014-02-02 星光閃耀慶團圓）
  - 原視《8點線上你和我》（2014-02-20 泰雅『心』勇士）
  - 中視《超級歌喉讚》（2014-03-08、2014-03-15、2014-03-22、2014-03-29、2014-04-05、2014-04-12、2014-04-19、2014-04-26、2014-05-03、2014-05-10）
  - 八大第一台《台灣好歌聲》（2014-05-04、2014-10-18、2014-12-20）
  - 公視《音樂萬萬歲2》（2014-05-18 羅大佑之歌、2014-06-15 劉德華之歌）
  - 三立都會台《綜藝大熱門》（2014-06-26 跨時空對唱！這輩子能和他唱一曲就無憾了！）
  - 浙江衛視《中國好聲音》第三季（2014-07-25、2014-09-05、2014-09-30、2014-10-07）
  - 公視《那些年我們的歌》（2014-11-09 樂壇民族大熔爐）
  - 東風衛視《Citycolor城彩名人堂》（2014-11-26 他們是真正的原住民之光）
- 2015年：
  - 公視 除夕特別節目《那些年歡唱新春》（2015-02-18）
  - 民視《三星報囍》（2015-03-22 全民媽媽林美秀 眾人秀才藝來認親！）
  - 民視《舞力全開》（2015-04-04 雙人組年度總冠軍-最終回！）
  - 三立都會台《綜藝大熱門》（2015-04-24 經典戲劇主題曲！誰最有資格唱？、2015-12-08 說的比唱的好聽，經典口白歌！）
  - 公視《那些年我們的歌》（2015-04-26 聽天使在唱歌）
  - 公視《音樂萬萬歲3》（2015-05-02 那些為人熟知的廣告歌曲、2015-11-07 在KTV中最常演唱的男歌手歌曲）
  - 八大第一台《台灣好歌聲》（2015-05-16）
  - 原視《Malalicay輕鬆爆》第3、4集（2015-07-07、2015-07-08）
- 2016年:
  - TVBS歡樂台《全球中文音樂榜上榜》（2016-01-09）
  - 原視《Malalicay輕鬆爆》第89集《精華集-藝人回娘家篇》（2016-01-20）
  - 原視 新春特別節目《cabcaban歡聚食嗑》第一集（2016-02-07）
  - 八大綜合台《娛樂百分百》（2016-03-05 真心大擂台）
  - 三立都會台《綜藝大熱門》（2016-03-08 如果他再發片！歌迷會買單嗎？）
  - 華視《華視天王豬哥秀》（2016-03-13）
  - 公視《音樂萬萬歲3》（2016-05-21 大師音樂課之小胖老師袁惟仁）
  - 民視《王牌雙響炮》（2016-12-02）

- 2017年
  - 八大綜合台《娛樂百分百》（2017-01-11 百分百歌唱大賽）

### 廣播節目與網路節目
- 2006年：銀河網路電台《銀河面對面》（2006-09-07 意外的組合，成就『Q狼特勤組 電視原聲帶』意外的好聽！）
- 2011年：
  - 中廣音樂網《Star DJ》（2011-02-26）
  - 中廣流行網《Midnight you and me》（2011-03-03）
  - 亞洲電台《閃耀亞洲》（2011-03-04）
  - 中廣流行網《週日音樂盒》（2011-03-06）
  - Pop Radio《What's Up Music》（2011-03-07）
  - 飛碟電台《夜光家族》（2011-03-09）
  - 飛碟電台《飛碟一點通》（2011-03-10、2011-04-14）
  - 環宇廣播電台《費平快樂說》（2011-03-10）
  - 中廣流行網《娛樂E世代》（2011-03-10）
  - 中廣音樂網《i radio名人堂》（2011-03-12）
  - 警察廣播電台《阿國時間》（2011-03-15）
  - 漢聲電台《大兵DJ》（2011-03-15）
  - 漢聲電台《音樂大無限》（2011-03-17）
  - 飛碟電台《陶子晚報》（2011-03-18）
  - Hit FM《Hit DJ》（2011-03-20）
  - Pop Radio《Play DJ》（2011-03-20）
  - Hit FM《Hito我會唱》（2011-03-21～2011-03-25）
  - 《如虹音樂會》（2011-03-24）
  - 飛碟電台《哥哥妹妹有意思》（2011-03-25）
  - Hit FM《Hit週末!》（2011-03-26）
  - 亞洲電台《繽紛亞洲》（2011-03-31）
  - 銀河網路電台《銀河面對面》（2011-03-31 唱歌超man重感情，張心傑個性卻很孩子氣?!）
  - IC之音《夢想筆記》（2011-04-01）
  - 飛碟電台《下班女王》（2011-04-04）
  - 中央廣播電台《音樂MIT》（2011-04-25）
  - 頂尖流行音樂電台《牛頓給點力》（2011-04-29）
  - 最愛頻道《最愛點歌》（2011-04-30）
  - 資訊娛樂台《音樂大頭選》（2011-05-03）
  - 烏魯木齊電台《快樂衝擊波》（2011-09-06）
  - 新疆音樂廣播《Music 40》（2011-09-07～2011-09-09）
  - 龍廣高校台《高校TOP音樂排行榜》（2011-09-09）
  - 金山湖音樂之聲《菲常勁午團》（2011-09-09）
  - 欽州電台音樂廣播《華語音樂動聽榜》（2011-09-13）
  - Wradio口袋電台《超in現場》（2011-09-15）
  - 襄陽經濟生活廣播《大牌見面會》（2011-09-17）
  - 唯一音樂廣播《全球音樂公告牌》（2011-09-18）
  - 閔行廣播電台《溫馨四點》（2011-09-20、2011-12-08）
  - 呼和浩特文藝廣播《音樂那達慕》（2011-09-22）
  - 蒙自廣播電台《音樂卡布奇諾》（2011-09-22）
  - 馬鞍山都市生活廣播《非常開心》（2011-09-23）
  - 綏化音樂廣播《我的音樂生活》（2011-09-24）
  - 浙江財富廣播《娛樂新空氣》（2011-09-24）
  - 廈門經濟交通廣播《音樂隨身聽》（2011-09-25）
  - 鎮江交通廣播《圓汁圓味》（2011-09-26）
  - 濰坊音樂廣播《娛樂風向標》（2011-09-28）
  - 連雲港交通廣播《音樂飛揚》（2011-09-28）
  - 私家車音樂廣播《音樂紅歌榜》（2011-09-28）
  - 汽車音樂台《愛自由》（2011-09-29）
  - 萊蕪交通音樂之聲《K歌總動員》（2011-10-10）
  - 海南國際旅遊島之聲《音樂愛暢游》（2011-10-11）
  - 廬江交通之聲《音樂TAXI》（2011-10-12）
  - 重慶巴南電台《音樂隨身聽》（2011-10-12）
  - Ibox音樂調頻《音樂萬花筒》（2011-10-15）
  - 揭陽電台《952音樂自由榜》（2011-10-15）
  - HiFM聯播網《娛樂周刊》（2011-10-15）
  - 閔行廣播電台《動聽一點》（2011-10-18、2011-11-08）
  - 泰州交通音樂廣播《麻辣水煮娛》（2011-10-18）
  - 西昌人民廣播電台《陽光音樂快遞》（2011-10-19）
  - 青島人民廣播電台《華語紅歌榜》（2011-10-19）
  - 萊陽人民廣播電台《流行風暴》（2011-10-21）
  - 河北音樂電台《讓音樂飛》（2011-10-22）
  - 珠海電台先鋒951《港台至愛榜》（2011-10-23）
  - 西昌電台《城市夜未央》（2011-10-24）
  - 贛州故事廣播《大話娛樂》（2011-10-24）
  - 呼和浩特城市生活廣播《音樂哈達》（2011-10-24）
  - 安徽銅陵音樂故事廣播《流行樂飛揚》（2011-10-24）
  - 寧波私家車音樂台《音樂最前線》（2011-10-26、2011-11-14）
  - 貴州音樂廣播《音樂先鋒榜》（2011-10-26）
  - 四川文藝廣播《娛樂會客廳》（2011-10-26）
  - 湖北廣播電視總台《樂拍樂時尚》（2011-10-26）
  - 上海東方廣播電台《中文金曲館》（2011-11-04）
  - 淮安汽車音樂台《DJ音樂風》（2011-11-08）
  - 陝西音樂廣播《自由音樂在線》（2011-11-08）
  - 廣東電台城市之聲《MUSIC CLUB》（2011-11-09、2011-11-10）
  - 海城交通台《你說可樂部》（2011-11-11）
  - 太原音樂廣播《音樂VIP》（2011-11-13）
  - 遼寧文藝廣播《近日達人秀》（2011-11-14）
  - 華語之聲《TOP正流行》（2011-11-15）
  - 漢中音樂廣播《華語流行音樂榜》（2011-11-17）
  - 玉林交通廣播《華語音樂風雲榜》（2011-11-17）
  - 南通財經《音樂新元素》（2011-11-22）
  - 重慶嘉陵之聲《左鄰右里》（2011-11-22）
  - 吉安電台井岡之聲《無線音樂加油站》（2011-11-25）
  - 宿遷交通音樂廣播《音樂新空氣》（2011-11-25）
  - 天津濱海新區漢沽電台《歡樂七彩秀》（2011-11-25）
  - 西安資訊廣播《城市快活人》（2011-11-29）
  - 四川旅遊生活廣播《愛車可樂部之車友愛樂團》（2011-12-03）
  - Ibox音樂調頻《曉毅主播台》（2011-12-09）
  - PPTV《樂人無數》（2011-12-14）
  - 銀河台《娛樂大雜燴》（2011-12-14）
  - 酷狗音樂《Hello星樂坊》（2011-12-29）
  - 樂視網《音樂瘋向標》（2011-12-30）
- 2012年：
  - 廬江交通之聲《音樂TAXI》（2012-01-11）
  - 六間房《娛樂圈裡人》（2012-01-21）
  - 杭州華語之聲《明星魔幻秀》（2012-02-06～2012-02-11）
  - 永州交通音樂台《閃亮大明星》（2012-02-07）
  - 廣東電台城市之聲《明星陣容》（2012-02-10）
  - 愛奇藝《健康相對論》（2012-02-15）
  - 上海交通廣播《吃遍上海灘》（2012-03-18）
  - 龍虎網《明星會客廳》（2012-04-17）
  - 江蘇網絡電視台《網絡面對面》（2012-04-18）
  - 世紀聯播網《Live Green Day》（2012-04-21）
  - 世紀聯播網《Live 名人榜》（2012-04-22）
  - 世紀聯播網《Live 音樂榜》（2012-04-28）
  - 世紀聯播網《Live 娛樂榜》（2012-05-06）
  - 四川文藝廣播《文藝會客廳》（2012-05-21）
  - 四川文藝廣播《900娛樂大搜索》（2012-05-21）
- 2015年：
  - 中廣流行網《Midnight you and me》（2015-02-06）
  - 亞洲電台《動感亞洲》（2015-02-06）
  - 城市廣播網-台北健康電台《日安901》（2015-02-09）
  - 飛碟電台《飛碟一點通》（2015-02-09）

- 2017年：
  - 力頻道《什麼包廂》第一集（2017-01-01）
  - 力頻道《什麼包廂》第二集（2017-01-08）

### 演唱會與商演活動
- 2004年：台東跨年晚會（2004-12-31）
- 2006年：「Q狼特勤組」電視原聲帶簽唱會（2006-09-02）
- 2007年：澎湖跨年晚會（2007-12-31）
- 2008年：
  - 桃園燈會（2008-02-16）
  - 永安漁港搖滾夏浪節（2008-08-23）
  - 竹圍搖滾音浪魚鱻節（2008-11-29）
- 2009年：
  - 八大森林遊樂園春節演唱
  - 豐原燈會（2009-02-07）
  - 宏碁高爾夫球敘活動演唱
  - 士林風貌 漫步活樂（2009-03-21）
  - 星耀泰安 桂竹筍文化產業促銷活動（2009-04-25）
  - 頭份4月8客家文化節（2009-05-02）
  - 犇耀端午迎世運 高雄龍舟賽演唱（2009-05-28）
  - 黑松沙士校園演唱會（2009-06-04 義守大學、2009-06-06 靜宜大學、2009-06-11 樹人醫專、2009-06-12 中華大學、2009-06-13 逢甲大學）
  - 拉拉山水蜜桃推廣活動（2009-05-30 歡喜樂桃桃 我愛五月桃之夜、2009-07-11 幸福樂桃桃 我愛水蜜桃之夜）
  - 台南玉井芒果節（2009-06-27）
  - 大高雄都會區原住民聯合豐年祭（2009-08-01、2009-10-04）
  - 繽紛大同嘉年華（2009-08-23）
  - 娜魯灣原住民族商場週年慶（2009-09-19）
  - 活力中縣 貼心入稅宣導活動演唱（2009-09-26）
  - 詠愛碧潭 中秋節月圓情歌晚會（2009-10-03）
  - 烏日啤酒觀光節（2009-10-11）
  - 逢甲星光大道派對歌唱比賽演唱（2009-10-24）
  - 原音碧露嘉年華會（2009-12-06）
  - 新莊市全民跨年晚會（2009-12-31）
  - 美麗華百樂園跨年晚會（2009-12-31）
- 2010年：
  - 臺北縣99年元旦升旗典禮活動演唱（2010-01-01）
  - 台灣燈會（2010-03-03）
  - 臺北燈節（2010-03-06）
  - 正聲廣播電台60週年台慶 音樂劇回顧之夜（2010-05-22）
  - 拉拉山水蜜桃推廣活動（2010-07-03 水蜜桃之夜）
  - 飯糰之家電視原聲演唱會（2010-07-10 西門河岸留言）
  - 中華職棒全壘打大賽演唱（2010-07-24）
  - 王功漁火節（2010-07-25）
  - 苗栗海洋觀光季（2010-08-14）
  - 愛在彰化 幸福99七夕情人節活動（2010-08-16）
  - 東海岸音樂祭（2010-08-29）
  - 超級星光演唱會（2010-09-11）[18]
  - 永和中秋節慶晚會（2010-09-22）
  - 東南勁爆音樂榜全國共賞會（2010-09-25 西安站）
  - 東南勁爆音樂榜頒獎盛典（2010-12-04）
  - 新莊中港大排 希望河廊樂活100（2010-12-19）
  - 義大世界跨年晚會（2010-12-31）
  - 台中跨年晚會（2010-12-31）
- 2011年：
  - 《出發》mini concert（2011-01-15 公館河岸留言）
  - 《打開心傑》簽唱會（2011-03-06 高雄、2011-03-06 台中、2011-03-12 桃園、2011-03-13 台北西門町）
  - 亞洲大學 十週年校慶演唱會（2011-03-19）
  - 中山醫大 藝術季開幕音樂會（2011-04-07）
  - 張心傑－打開心傑 2011台北演唱會（2011-04-24 Legacy Taipei）[19]
  - 新生醫專 反霸凌宣導演唱會（2011-04-27）
  - 長庚技術學院 畢業舞會（2011-04-27）
  - 中華醫事科技大學 畢業晚會（2011-05-04）
  - 朝陽科技大學 畢業演唱會（2011-05-05）
  - 崇義中學 星光閃耀歌唱大賽（2011-05-07）
  - 嘉義大學 方炯鑌＆張心傑音樂會（2011-05-17）
  - 經國管理暨健康學院 44週年校慶演唱會（2011-05-20）
  - 擔任PopHolic流行駭客發片演唱會嘉賓（2011-05-27）
  - 中原大學 畢業演唱會（2011-05-31）
  - 彰化師範大學 歌舞青春演唱會（2011-06-01）
  - 中正大學 畢 with U演唱會（2011-06-10）
  - 南開科技大學 畢業演唱會（2011-06-18）
  - 拉拉山水蜜桃推廣活動（2011-07-09 水蜜桃之夜）
  - 夏戀嘉年華（2011-07-15）
  - 台灣電子競技公開賽演唱（2011-07-23）
  - 熱浪山城舞動苗栗演唱會（2011-08-27）
  - 新莊區中秋節音樂聯歡晚會（2011-09-10）
  - 藝傳千里 文建會2011表演藝術團隊巡迴基層演出活動（2011-09-16 暨南大學）
  - 擔任梁一貞《就是愛你》mini concert嘉賓（2011-09-17 我董現場）
  - 建國科技大學 新生演唱會（2011-09-30）
  - 唱響山城 人聲至尊音樂會（2011-10-07）
  - 愛上阿卡貝拉 2011人聲音樂列車（2011-10-08 華山文化創意園區）
  - 台茂購物中心 星光燦爛情歌之夜（2011-10-09）
  - 康寧護專 迎新演唱會（2011-10-19）
  - 嶺東科技大學 校慶迎新演唱會（2011-10-28）
  - 張心傑巡迴歌友見面會（2011-11-04 上海）
  - TOYOTA Family Day（2011-11-06 桃園）
  - 徐匯中學 校慶暨仁愛濟貧園遊會（2011-11-14）
  - 上海海事大學 海螺杯新生歌手大賽演唱（2011-12-07）
  - Ibox閃耀之星DJ大賽演唱（2011-12-10）
  - 谷關跨年晚會（2011-12-31）
- 2012年：
  - 阿里山日出印象音樂會（2012-01-01）
  - 中臺灣元宵燈會（2012-02-12）
  - 張心傑全國高校巡迴演唱會（2012-03-14 上海海事大學、2012-04-19 南京審計學院）
  - 夏戀嘉年華（2012-07-21）
  - 遠傳電信家庭日（2012-08-11）
  - 「九二光輝 錨鍊傳情」音樂會（2012-08-31）
  - 第一屆全國泰雅族運動會 選手之夜演唱（2012-12-07）
  - 鉅晶電子聖誕活動（2012-12-19）
  - 愛在文山 聖誕音樂午會（2012-12-23）
  - 原來的我 心傑聖誕慈善歌迷會（2012-12-24）
  - 彰化市跨年晚會（2012-12-31）
- 2013年：
  - 大千綜合醫院尾牙晚會（2013-01-25）
  - 力寶龍之夜歲末聯歡晚會（2013-01-26）
  - 桃園市歡慶元宵活動（2013-02-23）
  - 藝動山海─原音之夜（2013-03-02）
  - 2013台灣原民園（2013-03-10）
  - 桃園縣至善高中「第五屆校園歌喉戰」演唱（2013-03-20）
  - 第一屆草根創意微電影金善獎頒獎典禮演唱（2013-03-29）
  - 第二屆超級南開之星歌唱大賽演唱（2013-04-27）
  - 麗星郵輪寶瓶星號星辰酒廊表演嘉賓（2013-05-18）
  - 龍元宮五穀爺文化季（2013-06-09）
  - 新竹假日夜總會「星光燦爛演唱會」（2013-06-22）
  - 工研院40週年院慶演唱會（2013-07-04）
  - 拉拉山水蜜桃推廣活動（2013-07-06 水蜜桃之夜）
  - 東石漁人碼頭海之夏祭三天三夜澎湃音樂會（2013-07-20）
  - 大同鄉泰雅文化情（2013-07-27）
  - 尖石鄉文化歲時祭儀（2013-07-27）
  - 牡丹鄉野薑花季（2013-08-04）
  - 耕莘健康管理專科學校 莘數之夜晚會（2013-10-21）
  - 復興鄉國際身心障礙日表揚活動（2013-11-30）
  - 中華民國立法院聖誕晚會（2013-12-10）
  - 啟英高中耶誕節感恩祈福活動（2013-12-11）
  - 第一屆亞洲太平洋遊艇烏石港聖誕嘉年華（2013-12-21）
  - 醒吾科技大學聖誕聯歡晚會（2013-12-23）
  - 張心傑MAN哥聖誕傑粉絲音樂會（2013-12-24）
  - 元太科技尾牙（2013-12-25）
  - 嘉義市跨年晚會（2013-12-31）
- 2014年：
  - 馬躍彰化慶元宵聯歡晚會（2014-02-14）
  - 飛馬獻瑞耀臺中原音之夜（2014-02-16）
  - 2014台灣原民園「馬耀華山 Lokah台灣」（2014-03-08）
  - 擔任真理大學觀光數位知識學系「星觀數盃-奇幻旅程」歌唱比賽評審（2014-03-19）
  - 2014台東南島文化節開幕晚會（2014-04-04）
  - 美和科技大學畢業演唱會（2014-06-05）
  - 啟英高中畢業演唱會（2014-06-09）
  - 2014屏東縣獅子鄉麻里巴農產文化節（2014-06-14）
  - 103年苗北好藝術-夏季藝文系列「苗北Super Live」（2014-06-21）
  - 2014夏艷金門海洋風-金湖海灘花蛤季「繽紛沙灘迎夏日演唱會」（2014-07-20）
  - 愛與關懷祈福演唱會（2014-08-02）
  - 2014新光人壽家庭日(臺中場)（2014-09-13）
  - 馬祖連江縣運動會暨第5屆離島運動會開幕典禮（2014-09-20）
  - 台北市第5屆娜魯灣文化節開幕式（2014-09-30）
  - 泰雅巴萊競技運動會開幕式（2014-10-04）
  - 東埔溫泉季2014「玉山戀、東埔情」開幕晚會（2014-11-01）
  - AXA安盛人壽第10屆新舊顧問海外業務會議歡迎晚宴（2014-12-01）
  - 大仁科技大學【袁惟仁講座 - 逆轉勝仁生】表演嘉賓（2014-12-03）
  - 彰化縣跨年晚會全國記者會（2014-12-23）
  - 台中市跨年晚會（2014-12-31）
  - 彰化縣跨年晚會（2014-12-31）
- 2015年：
  - 盛仕銘之夜 中國好聲音臺北演唱會（2015-01-03）
  - 環隆電氣旺年會（2015-02-06）
  - The Voice 原星好聲音 演唱會（2015-02-12）
  - 穩懋半導體旺年會（2015-02-13）
  - 彰化縣田尾鄉西洋情人節活動（2015-02-14）
  - 京鼎精密科技旺年會（2015-02-15）
  - 健豪印刷旺年會（2015-02-15）
  - 2015台灣燈會（2015-03-07）
  - EZ5 Live House二十四周年巡演第二場：鐵花村之夜（2015-04-03）
  - 「永恆的經典」音樂會（2015-04-18）
  - 2015矽品精密中科路跑活動（2015-04-25）
  - 弘揚母愛音樂晚會（2015-05-02）
  - 和春技術學院 畢業演唱會（2015-05-29）
  - 「中國好聲音 臺灣校園行」演唱會（2015-06-01 嘉義大學、2015-06-02 逢甲大學、2015-06-03 大葉大學、2015-06-04 崑山科技大學、2015-06-05 遠東科技大學）
  - 第一銀行「員工歌唱大賽」評審（2015-06-06）
  - 啟英高中104年畢業典禮（2015-06-10）
  - 金屬工業研究發展中心2015慶端午員工同歡晚會（2015-06-15）
  - 新加坡「欣光•霓城巡迴演唱會2015」（2015-06-27）
  - 王功漁火節（2015-07-19）
  - 擔任「黃明志2015亞洲通殺台北演唱會」嘉賓（2015-07-25）
  - 桃園市蘆竹區2015夏戀音樂饗宴之青春搖滾趴（2015-08-29）
  - 馬來西亞檳城Nueve「搖滾MAN POWER音樂會」（2015-09-05）
  - 桃園市私立瑞恩帝兒環中幼兒園教師節聚餐表演嘉賓（2015-09-20）
  - 啟英高中聖誕演唱會（2015-12-23）
  - 金門跨年晚會（2015-12-31）
- 2016年：
  - 友輝光電旺年會（2016-01-22）
  - 光磊科技旺年會（2016-01-30）
  - 啓碁科技旺年會（2016-02-02）
  - 媚登峰表揚大會春酒（2016-02-18）
  - 2016台灣燈會（2016-02-27）
  - 日式威廉髮藝集團春酒（2016-03-15）
  - 和泰保險經紀人聯合團隊表揚大會（2016-03-18）
  - 創兆電子商務講師聚餐表演嘉賓（2016-04-15）
  - POG春酒聯歡午宴（2016-04-24）
  - 玄奘大學「三聲有幸 舊式有3」全校歌唱比賽表演嘉賓（2016-05-18）
  - 桃園福豐國中畢業聯歡會（2016-06-01）
  - 第56屆中小學科學展覽會「科展之夜」（2016-07-28）
  - 「感恩有你 愛要行動」音樂會（2016-07-31）
  - 中信兄弟「For 835 捌參伍主題日」演唱會（2016-08-13）
  - 105年連江縣運動會開幕典禮（2016-09-24）
  - 2016華亞科技家庭日（2016-10-01）
  - 2016新金寶集團聯合家庭日（2016-11-05）
  - 新竹縣政府第四屆「大霸響起，築夢織歌」音樂會（2016-11-05）
  - 第五屆全國泰雅族體育暨傳統競技運動會選手之夜（2016-11-11）
  - 2016霧社文化季「霧色原音音樂晚會」（2016-12-10）
  - 幸福滿滿派對-愛在台北演唱會（2016-12-24）
  - 「星光閃耀新時代」2017跨年晚會（2016-12-31）
  - 「2017一起來尖石」跨年晚會（2016-12-31）

- 2017年：
  - 德士凸輪105年度年終尾牙聯誼活動（2017-01-06）
  - 2016拜耳集團尾牙活動（2017-01-20）
  - 2016喜來麗國際公司尾牙活動（2017-01-21）
  - 喜來麗國際公司圓夢大會（2017-03-12）
  - 國際扶輪3500地區扶輪青年服務團2016-2017年度地區年會（2017-05-06）
  - 臺銀財管「譜動樂章、點亮心光」公益音樂會（2017-06-12）
  - 2017「中國新歌聲」上海‧台北音樂節（2017-09-24）

### 公益慈善活動
- 2009年：
  - 「Love Life 珍愛生命 永不放棄」 簽名T-shirt公益拍賣
  - 台灣胸腔暨重症加護醫學會 「三分鐘 肺呼吸」免費肺篩檢活動演唱（2009-05-16）
  - 台灣紅絲帶基金會 627全民愛滋篩檢日宣導
  - 中華民國紅十字會總會 把愛傳出去－88賑災募款晚會（2009-08-14）
  - 伊甸社會福利基金會 第9屆身障體驗活動（2009-11-28）
- 2010年：
  - 參與心路社會福利基金會《一閃一閃亮晶晶》MV演出
  - 「淨灘護地球 擁抱新北市」99全國春季淨灘活動演唱（2010-04-24）
  - 憂鬱症篩檢日10週年活動（2010-10-09）
- 2011年：
  - 華山基金會 369愛心天使站建站計畫宣導
  - 參與相信希望fight & smile賑災募款晚會，以及主題曲《Believe 相信愛》MV演出
  - 飢餓30在元智 活動演唱（2011-05-22）
  - 中華民國紅心字會 彩繪塗鴉簽名版義賣活動、手模義賣活動
  - 「助學無樂界 失親兒不失學」草地音樂會，以及簽名T-shirt公益拍賣
  - 第一社會福利基金會 明星鍊飾拍賣
  - 上海虹口區兒童福利院 義賣活動（2011-12-10）
- 2012年：
  - 桃園女子監獄受刑人關懷活動（2012-05-11）
  - 「臺灣金美 愛不止息」公益嘉年華會（2012-05-12）
  - 中華民國紅心字會 「CoCo Love 一塊發現愛」公益演唱會（2012-07-08）、手繪烏克麗麗公益競標
- 2013年：擔任華山基金會桃園區愛心大使[20]
- 2014年：
  - 華山基金會「城市有愛，綻放台灣」愛心義賣活動（2014-01-24）
  - 華山基金會楊梅愛心天使站「福老攜幼」公益園遊會（2014-09-06）
  - 擔任社團法人中華育幼機構兒童關懷協會愛心大使
  - 2014TVBS公益單車日嘉年華會（2014-10-04）
  - 2014中華育幼機構兒童關懷協會「失家兒自立計劃」啟動式（2014-11-18）
- 2015年：
  - 天峰慈善會「彰化愛心歲末圍爐—天峰之夜」活動（2015-12-24）
- 2016年:
  - 臺北看守所收容人關懷活動（2016-07-05）

### 其他
- 2009年：參與台北聽障奧運親善團活動，以及《白旗》手語版加油MV演出[21]
- 2010年：
  - 擔任玉山盃全國青棒錦標賽活動大使
  - 擔任明星藝能學園星光入門歌唱班講師
- 2011年：
  - 參與僑和國小學童種稻體驗活動、稻米義賣
  - 擔任玉山盃全國青棒錦標賽活動大使
- 2012年：
  - 參與梁一貞《秘密呼吸》MV演出

## 參賽紀錄
第三屆（踢館賽）
| 集數 | 演唱歌曲     | 分數/滿分25 | 備註                              |
| ---- | ------------ | ----------- | --------------------------------- |
| 22   | 海嘯／庾澄慶 | 18分        | 一對一踢館賽 PART Ⅲ，敗黎礎寧19分 |

第四屆
| 集數 | 演唱歌曲                                                 | 分數/滿分25 | 備註                                        |
| ---- | -------------------------------------------------------- | ----------- | ------------------------------------------- |
| 01   | 莎郎嘿／迪克牛仔                                         | 16分        | 30強資格賽，過關                            |
| 02   | 你到底愛誰／劉嘉亮                                       | 18分        | 1對1 PK賽，過關                             |
| 03   | 思念誰／巫啟賢                                           | 16分        | 20強決定賽，過關                            |
| 04   | Everything I Do／Bryan Adams                             | 17分        | 我的主打歌，過關                            |
| 05   | 酒醉的探戈2001／動力火車                                 | 18分        | 我的第一張專輯，過關                        |
| 06   | 啞口／齊秦、 可愛的玫瑰花／歐陽菲菲、 永遠不回頭／七匹狼 | 20分        | 組曲合作賽，過關 與林鴻鳴、文凱合作         |
| 07   | 前輩子的債／巫啟賢                                       | 17分        | 我的音樂故事，過關                          |
| 08   | 我不夠愛你／劉德華＆陳慧琳                               | 16分        | 雙人合作賽，過關 與康禎庭合唱               |
| 09   | 讓我一次愛個夠／庾澄慶                                   | 19分        | 給網友的歌，過關                            |
| 11   | 今生註定／高明駿＆王馨平                                 | 19分        | 學長姐合唱賽(下)，不淘汰 與林芯儀合唱       |
| 12   | 寶貝對不起／草蜢                                         | 18分        | 快歌指定賽，過關                            |
| 13   | 對不起謝謝／陳奕迅                                       | 16分        | 評審指定曲，過關                            |
| 15   | 真實／張惠妹                                             | 21分        | 歌手．藝人踢館賽(下)，過關                  |
| 16   | 別怕我傷心／張信哲                                       | 17分        | 一對一踢館賽 PART Ⅰ，過關                   |
| 17   | 圓夢／康康                                               | 13分        | 一對一踢館賽 PART Ⅱ，失敗                   |
| 18   | 重傷的汗水／動力火車                                     | 15分        | 連續PK抗壓賽(上)，過關                      |
| 19   | 割愛／萬芳                                               | 20分        | 連續PK抗壓賽(下)，過關                      |
| 21   | 等我回來／郭富城                                         | 16分        | 突破自我挑戰賽，不淘汰                      |
| 22   | 你的樣子／羅大佑                                         | 17分        | 電視電影指定曲，失敗                        |
| 23   | 青梅竹馬／周治平                                         | 21分        | 老歌新唱挑戰賽，過關                        |
| 24   | 心動／林曉培                                             | 17分        | 默契合唱考驗賽，過關                        |
| 24   | 認錯／優客李林                                           | 20分        | 默契合唱考驗賽，過關 與文凱合唱             |
| 25   | 你快樂所以我快樂／動力火車                               | 20分        | 天堂High歌 vs. 地獄悲歌，過關               |
| 25   | 曲終人散／張宇                                           | 18分        | 天堂High歌 vs. 地獄悲歌，過關               |
| 26   | 還隱隱作痛／動力火車                                     | 19分        | 歌手合唱賽，積分賽(一)                      |
| 26   | 不甘心不放手／動力火車                                   | 20分        | 歌手合唱賽，積分賽(一) 與動力火車合唱       |
| 27   | 戒不掉／庾澄慶                                           | 18分        | 拿手歌曲＆2008新曲，積分賽(二)              |
| 27   | 壞人／方炯鑌                                             | 20分        | 拿手歌曲＆2008新曲，積分賽(二)              |
| 28   | 白狐狸／王力宏                                           | 17分        | 藝文團體合作賽，積分賽(三)                  |
| 28   | 紅紅青春敲呀敲／東方快車                                 | 22分        | 藝文團體合作賽，積分賽(三) 與台北擊鼓極合作 |
| 29   | 一路上有你／張學友                                       | 24分        | 第六名決定賽，積分賽(四)                    |
| 29   | 愛你的只有一個我／庾澄慶                                 | 23分        | 第六名決定賽，積分賽(四) 與爵劇影色舞團合作 |
| 30   | 分享愛／郭富城、 Corazon Espinado／Carlos Santana        | 23分        | 總決賽                                      |
| 30   | 我是一隻小小鳥／趙傳                                     | 22分        | 總決賽                                      |
| 31   | 彩虹／張心傑                                             |             | 畢業頒獎典禮                                |

| 集數 | 演唱歌曲                               | 分數/滿分100    | 備註                                          |
| ---- | -------------------------------------- | --------------- | --------------------------------------------- |
| 01   | 天亮了／韓紅                           | 按燈評分，沒有Χ | 入學資格考，過關                              |
| 02   | 到底有誰能夠告訴我／郭富城             | 按燈評分，沒有Χ | 獻給我最愛的人，過關                          |
| 03   | 搖籃曲／動力火車                       | 按燈評分，沒有Χ | 我的音樂故事，過關                            |
| 04   | 沒有煙抽的日子／張惠妹                 | 按燈評分，沒有Χ | 我的第一張專輯，過關                          |
| 05   | Kiss／Prince、國王皇后／大嘴巴         | 93分            | 分組對抗賽，不淘汰 與胡靈、林鴻鳴、夏政峰合作 |
| 06   | 排山倒海／張惠妹                       | 85分            | 電影主題曲，過關                              |
| 07   | 愛你／王心凌                           | 82分            | 肢體考驗，過關                                |
| 08   | 281公里／謝霆鋒                        | 86分            | 一對一對抗賽，過關                            |
| 09   | 彩虹／張心傑                           |                 | 十強發表會                                    |
| 10   | Maria／Ricky Martin                    | 92分            | 我的演唱會，不淘汰                            |
| 12   | 春天裡／汪峰                           | 93分            | 強敵踢館賽，失敗                              |
| 13   | 爸，我回來了／周杰倫、外面的世界／齊秦 | 86分            | 歌中劇，過關                                  |
| 14   | 海洋／陳建年                           | 80分            | 天堂地獄挑戰賽，過關                          |
| 14   | 出賣／那英                             | 83分            | 天堂地獄挑戰賽，過關                          |
| 15   | 讓／楊宗緯                             | 92分            | 總決賽 與蕭煌奇合唱                           |
| 15   | 你冷得像風／張學友                     | 91分            | 總決賽                                        |
| 15   | 給你／陳奕迅                           | 91分            | 總決賽                                        |

| 集數 | 演唱歌曲                                                     | 分數/滿分30        | 備註                                            |
| ---- | ------------------------------------------------------------ | ------------------ | ----------------------------------------------- |
| 01   | 提燈籠的那一天／蕭煌奇                                       | 22分               | 24強晉級資格賽(上)，過關                        |
| 03   | 改變／康康                                                   | 25分               | 1對1 PK賽，過關                                 |
| 04   | 大眼睛／庾澄慶                                               | 舉牌評分，獲五票勝 | 分組對抗賽，過關 組曲合作，與謝震廷、楊駿文合作 |
| 04   | 沒離開過／林志炫                                             | 舉牌評分，獲三票勝 | 分組對抗賽，過關 自選曲                         |
| 06   | 可愛的玫瑰花／鳳飛飛、夜夜夜夜／康康                         | 19分               | 天堂High歌＆地獄悲歌(下)，過關                  |
| 07   | 最愛的人傷我最深／張雨生＆張惠妹                             | 不評分             | 星光音樂饗宴，不淘汰 與丁噹合唱                 |
| 08   | 你是我永遠的鄉愁／費玉清                                     | 14分               | 老歌＆新曲挑戰，失敗                            |
| 09   | 失落沙洲／徐佳瑩                                             | 23分               | 歌手藝人PK賽，不淘汰                            |
| 10   | 浪人情歌／伍佰                                               | 21分               | 創新曲風 音樂狂想曲，過關                       |
| 11   | 如果雲知道／許茹芸、開到荼蘼／王菲                           | 25分               | 我的小型音樂會，積分賽(一) 與MASA樂團合作       |
| 12   | 把悲傷留給自己／陳昇、 男人的錯／陳奕迅、 背叛情歌／動力火車 | 19分               | 連續組曲挑戰，積分賽(二)                        |
| 13   | 天亮了／韓紅                                                 | 22分               | 星光7上門踢館，積分賽(三)                       |
| 15   | 感同身受／林宥嘉                                             | 25分               | 總冠軍賽                                        |
| 15   | K歌之王／陳奕迅                                              | 22分               | 總冠軍賽                                        |

| 期數 | 演唱歌曲         | 成績                         | 備註                      |
| ---- | ---------------- | ---------------------------- | ------------------------- |
| 02   | 大驚小怪／信樂團 | 盲選獲三位導師轉身，選擇汪峰 | 導師分班(二)              |
| 08   | 光輝歲月／Beyond | 汪峰組十六進八，獲勝         | 導師考核(二) 與陳樂基合唱 |
| 08   | 沒離開過／林志炫 | 汪峰組八進四，失敗           | 導師考核(二)              |

## 圖片集

《打開心傑》專輯封面
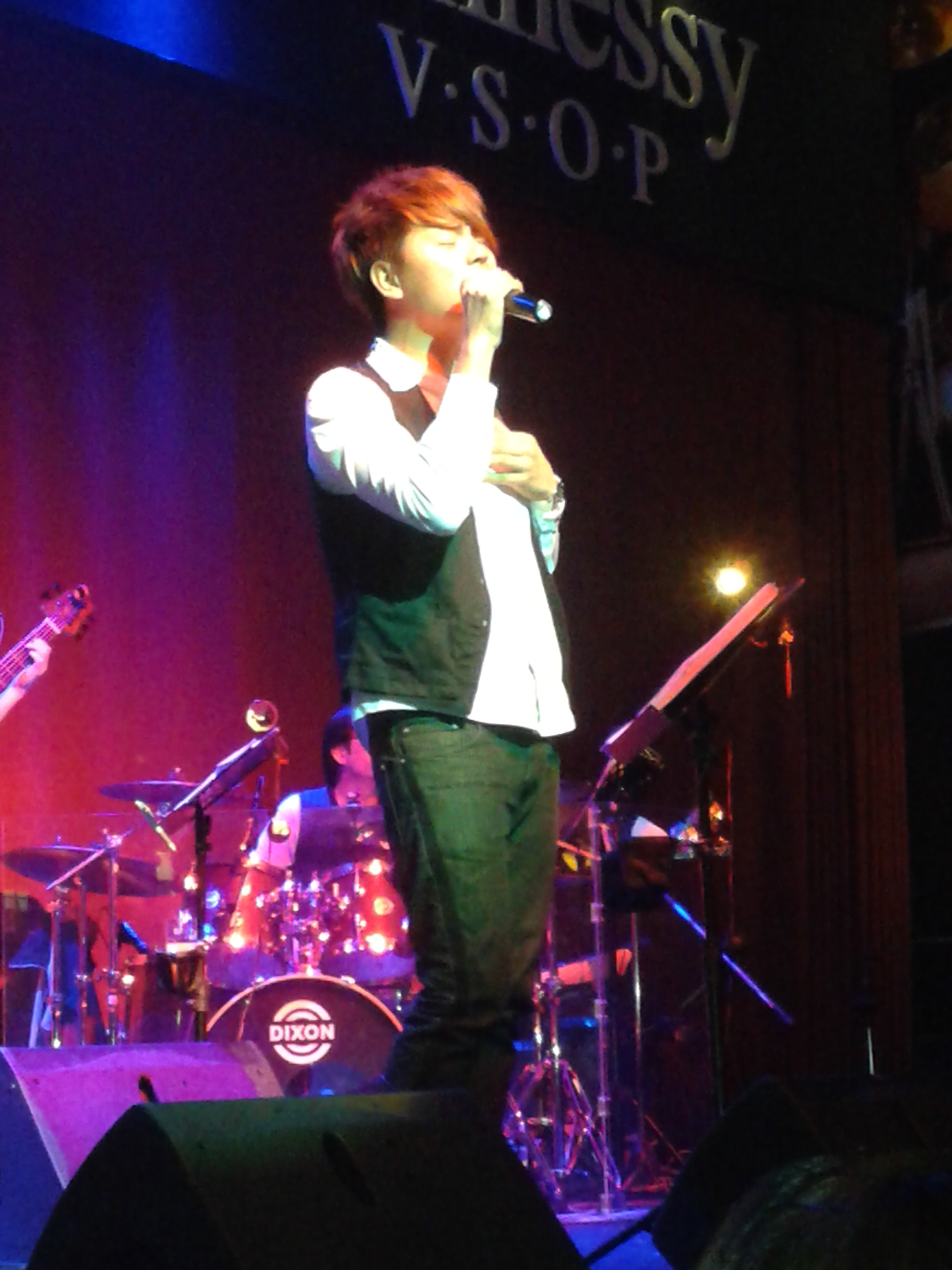
2013年於Amigo Live House
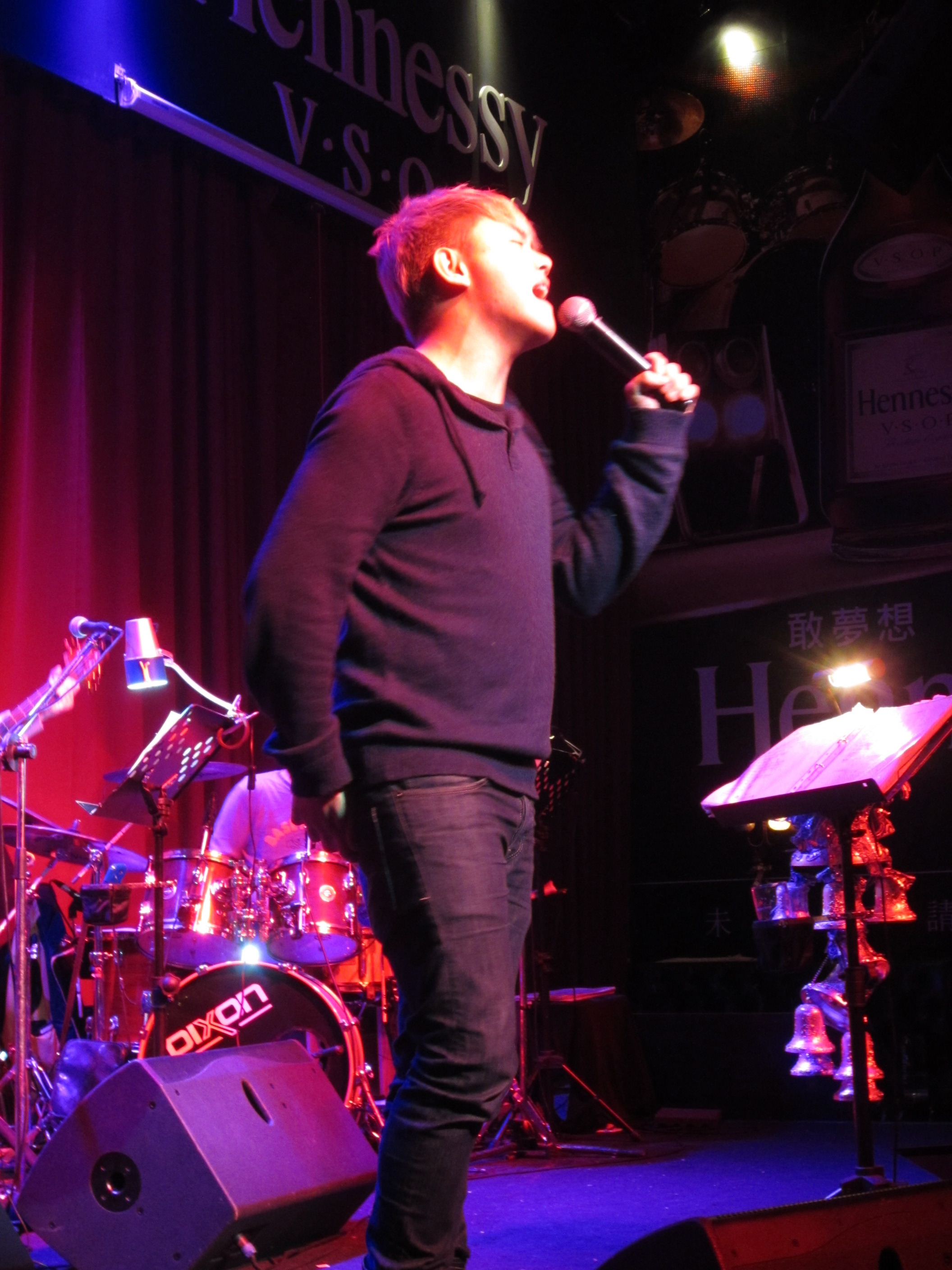
2015年於Amigo Live House

## 外部連結
- 張心傑的Facebook專頁
- 張心傑“夠不夠ＭＡＮ”粉絲專業的Facebook專頁